# Динамо (волейбольная арена)
Волейбольный центр «Динамо» — многофункциональный спортивный комплекс в Москве. Расположен в районе Филёвский парк по адресу: улица Василисы Кожиной, владение 13. Построен в 2019 году.

## История строительства
Строительство арены началось осенью 2015 года. Проект реализуется в связи возведением многофункционального комплекса Match Point компанией «Галс-Девелопмент». В апреле 2017 года объект был готов на четверть. К сентябрю 2017 года было выполнено более 90 % монолитных работ в зоне арены, завершена заливка перекрытий малого и большого тренировочных залов.
В октябре 2019 года строительство арены на 3 500 зрителей было закончено. Общая площадь спортивного комплекса составляет 23 тысячи квадратных метров. Фасады шестиэтажной арены, возведенной на участке 2,7 гектара, выполнены с использованием стеклянных витражей, натурального камня - юрского известняка и ламелей – специальных конструкций с вертикальными солнцезащитными панелями. Ввод в эксплуатацию волейбольной арены был запланирован на четвертый квартал 2019 года – одновременно с кварталом апартаментов.

## Характеристики
Пятиэтажное здание волейбольного центра имеет овальную форму.
Комплекс включает:
- главную арену с комментаторскими позициями;
- две тренировочных площадки;
- пресс-центр;
- конференц-зал.

Основной зал высотой 22 метра имеет возможность трансформации для проведения различных спортивных состязаний (по баскетболу, легкой атлетике, художественной гимнастике, боевым единоборствам). Главное табло — световой куб может опускаться на отметку 12,5 метра.
Плановая вместимость составляет 3500 зрителей.

## Домашние команды
С сезона 2020/21 на арене выступает волейбольный клуб «Динамо».
С марта 2021 года на арене выступает женский гандбольный клуб ЦСКА, а с сентября 2021 года — и мужской гандбольный клуб ЦСКА.
Арена является домашей для мужской и женской сборных России по гандболу.
С 2021 года некоторые свои домашние матчи на арене проводил мини-футбольный клуб «Спартак».
В феврале 2023 года арена впервые приняла баскетбольный матч — игру четвертьфинала Кубка России между клубами «Руна» и «Химки».

## Значимые события
В 2024 году на арене прошли матчи Суперкубка России по мини-футболу в формате Финала четырёх.

## Транспорт
Ближайшие станции метро — «Парк Победы» Арбатско-Покровской линии и «Филёвский парк» и «Багратионовская» Филёвской линии. Рядом со стадионом располагаются остановки автобусов № 104, Т54, М2, М7, 107, 130, 139, 157, 231, 366, 470, 474, 622, 818 и 840.